# Filippo Tommaso Marinetti
(Filippo Tommaso Marinetti, da Manifesto del Futurismo)
Filippo Tommaso Marinetti (Alessandria d'Egitto, 22 dicembre 1876 – Bellagio, 2 dicembre 1944) è stato un poeta, scrittore, drammaturgo e militare italiano.
È conosciuto soprattutto come il fondatore del movimento futurista, la prima avanguardia storica italiana del Novecento.

## Infanzia

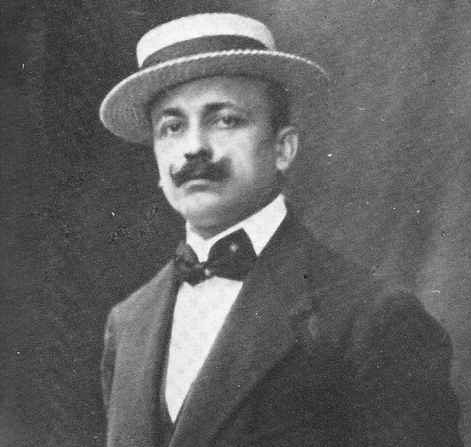
Marinetti nei primi anni del secolo

Nacque ad Alessandria d'Egitto da Enrico Marinetti ed Amalia Grolli, conviventi. Il padre era un avvocato civilista originario di Voghera e si era trasferito in Egitto come impiegato degli uffici commerciali della Compagnia del Canale di Suez; in seguito aveva aperto studi a Ramleh, a Il Cairo e a Khartum, divenendo inoltre legale personale del chedivè Tawfīq Pascià. Queste attività fruttarono alla famiglia un notevole patrimonio che, più tardi, servì a Filippo Tommaso per costruire la propria attività culturale e imprenditoriale. Contrapposta all'esuberanza paterna era la figura della madre, pacata, dolce e comprensiva.
È difficile ricostruire l'infanzia di Marinetti, poiché quanto tramandato dagli scritti autobiografici risulta spesso mitizzato e poco attendibile. Di certo nel 1888 entrò nel collegio St. François-Xavier, retto dai gesuiti francesi.
L'amore per la letteratura emerge sin dagli anni del collegio. A 17 anni fonda la sua prima rivista scolastica, Papyrus; i gesuiti lo minacciano di espulsione per avere introdotto a scuola gli scandalosi romanzi di Émile Zola. È inviato così dalla famiglia a diplomarsi a Parigi, dove ottiene il Baccalaureato nel 1893. Si iscrive alla facoltà di legge di Pavia insieme al fratello maggiore Leone.
La morte di quest'ultimo, appena ventunenne, è il primo vero trauma della vita di Marinetti, che dopo avere conseguito la laurea (a Genova nel 1899), decide di abbandonare il diritto e assecondare la sua vocazione letteraria. Da questo momento non cesserà di scrivere in ogni campo della letteratura (poesia, narrativa, teatro, parole in libertà). Nel 1902 ha un altro grave lutto familiare: muore la madre, Amalia Grolli, che da sempre lo aveva incoraggiato a praticare l'arte della poesia.

## Poeta liberty in lingua francese

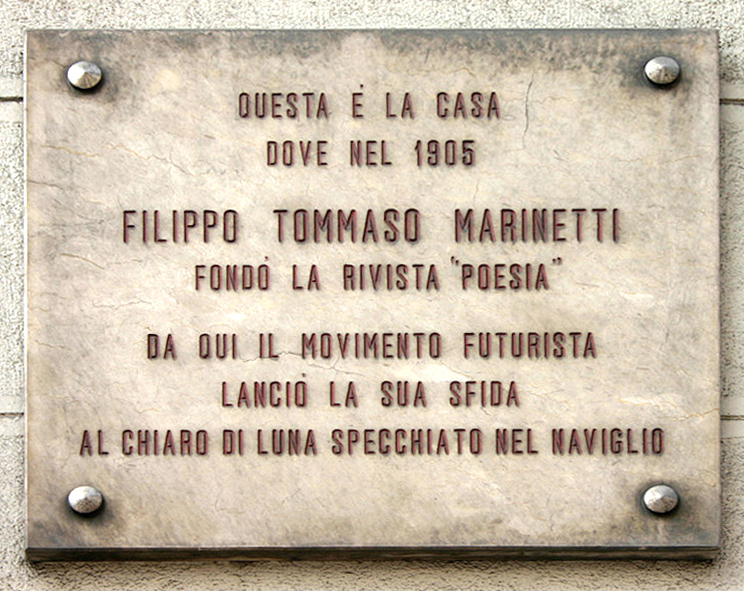
Casa Marinetti, lapide di via Senato 2 a Milano, all'epoca affacciata sul Naviglio.

Le sue prime poesie in lingua francese, pubblicate su riviste poetiche milanesi e parigine, vengono notate soprattutto in Francia, da poeti come Catulle Mendès e Gustave Kahn. In questo periodo Marinetti compone soprattutto versi liberi di stampo simbolista o liberty, che risentono dell'influenza di Stéphane Mallarmé e soprattutto di Gabriele D'Annunzio.
Nel 1902 viene pubblicato il suo primo libro in versi La conquete des étoiles nel quale già si scorgono i primi versi sciolti e quelle figure che caratterizzeranno la letteratura futurista.
I suoi rapporti con D'Annunzio sono sin dall'inizio ambivalenti: nella scena parigina i due poeti italiani sono visti come rivali, ma il successo di D'Annunzio oscura quello del più giovane collega, che spesso anzi è consultato come fonte di prima mano di aneddoti sul "Vate": diversi di questi aneddoti sono raccolti in due volumi, D'Annunzio intime e Les Dieux s'en vont, D'Annunzio reste. La produzione di Marinetti si distingue da quella dannunziana per il particolare gusto per l'orrido e il grottesco.
Tra il 1905 e il 1909 dirige (in un primo momento in collaborazione con Sem Benelli e Vitaliano Ponti) la rivista milanese Poesia, di cui è fondatore e principale finanziatore. All'inizio si tratta di una rivista eclettica, che ha il merito di proporre in Italia alcuni autori simbolisti, soprattutto francesi e belgi, ancora sconosciuti. Solo nel 1909 essa divenne il primo organo ufficiale di un nuovo movimento poetico: il Futurismo.

## La nascita del Futurismo
Amante della velocità, nel 1908 Marinetti venne ripescato in un fossato fuori Milano in seguito a un banale incidente: per evitare due ciclisti era uscito di strada con la sua automobile, un'Isotta Fraschini. L'episodio venne trasfigurato nel Manifesto del Futurismo, composto nello stesso anno: Marinetti viene estratto dal fossato e si sente un uomo nuovo, deciso a liberarsi degli orpelli decadentisti e liberty, e che detta ai suoi compagni un programma fortemente rivoluzionario: occorre chiudere i ponti con il passato, «distruggere i musei, le biblioteche, le accademie d'ogni specie» e cantare «le grandi folle agitate dal lavoro, dal piacere o dalla sommossa glorificare la guerra — sola igiene del mondo —, il militarismo, il patriottismo, il gesto distruttore del libertari, le belle idee per cui si muore e il disprezzo della donna.»
Alla fine di gennaio del 1909 Marinetti manda il Manifesto ai principali giornali italiani. La «Gazzetta dell'Emilia» di Bologna lo pubblica il 5 febbraio. Il 20 febbraio il Manifesto venne pubblicato sulla prima pagina del più prestigioso quotidiano francese, Le Figaro (pare che Marinetti sia riuscito a farlo pubblicare grazie all'interessamento di un vecchio amico egiziano del padre, azionista del quotidiano, ma soprattutto all'amicizia con la figlia di quest'ultimo che ha spinto per la pubblicazione), conferendo al progetto Marinettiano una risonanza europea.

## Primi scandali e successi
Il Manifesto viene letto e dibattuto in tutta Europa, ma le prime opere 'futuriste' di Marinetti non hanno la stessa fortuna. In aprile la prima del dramma satirico Le roi Bombance (Re Baldoria), composto nel 1905, viene sonoramente fischiata dal pubblico e da Marinetti stesso, che introduce così un altro degli elementi essenziali del Futurismo: la "volontà d'essere fischiati"; l'autore tuttavia affronterà successivamente a duello un recensore troppo severo.
Anche il dramma La donna è mobile (Poupées électriques), rappresentato a Torino non aveva ottenuto molto successo. Oggi lo si ricorda in una versione successiva, con il titolo Elettricità sessuale, soprattutto per l'apparizione in scena di automi umanoidi, dieci anni prima che il romanziere ceco Karel Čapek inventasse la parola "robot".

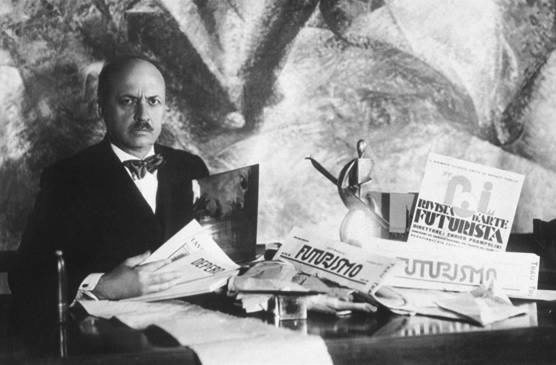
Marinetti con alcune pubblicazioni futuriste

Nel 1910 il suo primo romanzo, Mafarka il futurista, viene assolto dall'accusa di oltraggio al pudore. Ma in quello stesso anno Marinetti trova alleati inattesi: tre giovani pittori (Umberto Boccioni, Carlo Carrà e Luigi Russolo) decidono di aderire al Movimento. Insieme a loro (e a poeti come Aldo Palazzeschi) Marinetti lancia le serate futuriste: spettacoli teatrali in cui i futuristi declamano i loro manifesti davanti a una folla che spesso accorre per il solo piacere di colpirli con ortaggi vari. Ma la provocazione più riuscita del periodo è il lancio del Manifesto Contro Venezia passatista dal Campanile della basilica di San Marco: nel volantino Marinetti propone di "colmare i piccoli canali male odoranti con le macerie dei vecchi palazzi crollanti e lebbrosi" per "preparare la nascita di una Venezia industriale e militare che possa dominare il mare Adriatico, gran lago Italiano".

## Guerra in Libia (1911)

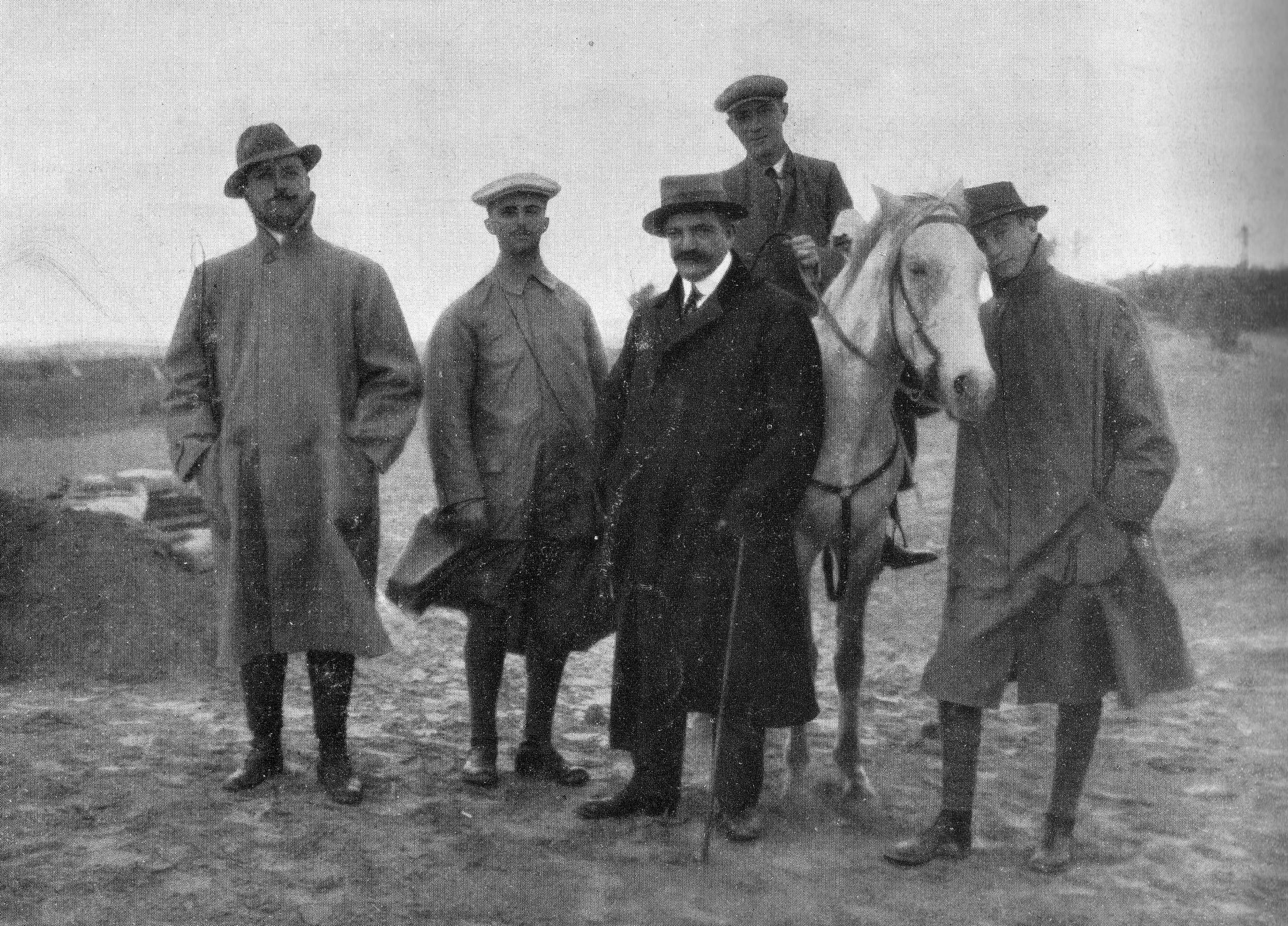
Inviato di guerra durante la guerra italo-turca, da sinistra Filippo Tommaso Marinetti, Ezio Maria Gray, Jean Carrere, Enrico Corradini e G. Castellini

Il 29 settembre del 1911 le truppe italiane sbarcarono sulla Quarta sponda, come si cominciò a chiamarla; l'azione era nell'aria da tempo con una motivazione politica, una ideale e un'altra - decisiva benché inconfessata — economica: il Banco di Roma aveva da anni forti interessi in terra libica e fu determinante nell'azione del governo. Era diffusa la convinzione che, se non l'avesse fatto l'Italia, qualche altra potenza avrebbe tolto quei possedimenti al cadente impero ottomano. Quanto ai motivi politici e ideali, da anni l'opinione pubblica nazionalista e borghese invocava la rinascita dopo i disastri coloniali di fine Ottocento.
Marinetti è il solo futurista a perorare la causa della guerra, anche se come al solito usa il plurale nelle dichiarazioni: «Orgogliosi di sentire uguale al nostro il fervore bellicoso che anima tutto il Paese, incitiamo il governo italiano, divenuto finalmente futurista, a ingigantire tutte le ambizioni nazionali, disprezzando le stupide accuse di pirateria». Esorta i propri compagni a seguirlo su questa strada, invitandoli a lasciare «da parte i versi, i pennelli, gli scalpelli e le orchestre» per andare a prendere ispirazione direttamente dalla guerra, poiché «son cominciate le rosse vacanze del genio».
Il poeta aveva chiesto di andare in Libia come giornalista, come inviato del giornale francese «L'Intransigeant» di Leon Bailby del quale è anche socio. Ma le autorità, che avevano largheggiato in nulla osta con i rappresentanti dei fogli nazionali, gli avevano negato il permesso: l'idea che i suoi articoli saltassero la censura italiana e apparissero in Francia, non persuadeva il Ministero dell'Interno. E così proprio Marinetti, il promotore e la guida di una delle più riuscite manifestazioni svoltesi a Milano in favore della spedizione militare in Libia, aveva rischiato di restare sulla banchina palermitana. In extremis, era poi giunto un ordine telegrafico di Giolitti, sicché il poeta si era potuto imbarcare, con bersaglieri, carri, armi, cavalli e materiali vari, la mattina del 9 ottobre 1911. La guerra italo-turca per il dominio sulla Libia è in atto. Comandata dal vecchio ammiraglio Luigi Giuseppe Faravelli, che s'è sentito male dopo le prime cannonate, la flotta ha messo a tacere in breve le artiglierie turche dei forti Hamidieh e Sultanieh, sulla costa tripolina. Del resto, non c'era confronto tra i pezzi della «Napoli», della «Ferruccio», della «Varese», della «Roma» e delle altre corazzate italiane, e quelli di Nashet Bey, l'ufficiale turco che comanda la piazza di Tripoli. Gli uni sono cannoni da 90 o da 240 millimetri di calibro; gli altri sono cannoni da 305 o da 343. Perciò le navi italiane potevano colpire senza essere colpite. Tanto che i giornalisti, in vedetta dietro le murate, hanno stentato a scorgere le bianche colonne di spuma sollevate dai proiettili turchi che cadevano lontani.
Il 12 ottobre con Marinetti sbarcano sulla spiaggia di Tripoli, in un disastroso caos di uomini e di mezzi, parecchi altri giornalisti. E prima ancora di telegrafare all'«Intransigeant» il poeta scrive a Balilla Pratella questa cartolina: «Carissimo, spero di tirare a qualche testa di turco. Ma sarà difficile. Ritornerò presto e riprenderemo tutto energicamente». E in effetti, tranne che del colera, sul quale però la censura esige il silenzio, c'è ben poco da raccontare ai giornali. Gli italiani costruiscono trinceramenti attorno alla città, la popolazione tripolina sembra accogliere con rassegnazione i nuovi padroni, i turchi paiono spariti oltre le palme dell'oasi. Invece la mattina successiva, il 23 ottobre, la furia dei turchi e la rabbia dei mehalla libici, inquadrati sotto la bandiera del Sultano, investono su due lati i trinceramenti tenuti dai bersaglieri a Sciara Sciat, nell'oasi fuori della città, ed è un massacro. I soldati in grigioverde che non riescono a ripiegare in tempo sono massacrati dagli attaccanti e dalla gente dell'oasi che s'è sollevata; turchi e libici non fanno prigionieri, né tanto meno ne fa la folla. Gli italiani sono buttati a grappoli nei fossi, inchiodati agli alberi, accecati, squartati; solo il calare della sera interrompe la carneficina.
Il giorno dopo, in parte per sopraffazioni ed errori compiuti dagli italiani, in parte per un sussulto d'indipendenza, in parte per comunanza di fede con i turchi, lampi di ribellione si sprigionano anche a Tripoli: il 26, infine, Nashet Bey e Suleiman el Baruni lanciano un altro massiccio attacco contro i reparti dell'84 Reggimento di fanteria, attestato tra Bu Meliana, Sidi Messri e l'altura di Henni. La cavalleria libica riesce a sfondare le linee difensive italiane e a impadronirsi della casa di Gemal Bey, un punto strategico; ma poi, per l'intervento di nuove forze grigioverdi appoggiate dall'artiglieria navale e terrestre, la situazione si capovolge. Il comandante turco ordina il ripiegamento e, dopo avere infierito nel combattimento, gli italiani avviano nell'oasi e in città repressioni e rappresaglie che destano l'indignazione degli osservatori stranieri più sensibili.
Marinetti, sull'onda del contrattacco italiano, giunge tra i primi nella riconquistata casa di Gemal Bey, e scriverà nei suoi appunti presi sul campo: «Vedo avanzarsi un artigliere i cui piedi affondano in una poltiglia di sabbia, di sangue e di bossoli di cartucce. Ridendo dagli occhi azzurri, egli balbetta con le mascelle squarciate: "Otto! Ne ho uccisi otto!" Ma nulla eguaglia la magnificenza epica di quel sergente che con la bocca imbavagliata di bende insanguinate alza le due mani verso di me, a ogni momento, per indicarmi con le dieci dita aperte che ha ucciso dieci nemici». Marinetti partecipa a sua volta al contrattacco, presto divenuto una rappresaglia. Dopo due mesi scrive, ancora a Pratella: «Ebbi anche il piacere di battermi molte volte, seguendo i plotoni perlustratori all'assalto delle case arabe nell'oasi». Si compiace poi di un combattimento in cui «ebbi la gioia di vedere tre arabi cadere sotto i colpi della mia pistola Mauser».
Turchi e mehalla indietreggiano, ma il generale Caneva non li insegue; si attesta, si trincera, protegge con chilometri di cavalli di Frisia e chilometri di sacchetti l'insediamento italiano, gonfio ormai di 40.000 uomini. Il Governo lo sprona ma lui non si muove. Vittorio Emanuele III il 5 novembre firma il decreto in forza del quale Cirenaica e Tripolitania passano sotto la sovranità italiana. Sulla «quarta sponda» il pletorico corpo di spedizione attende che i tempi maturino ma tutto stagna. Marinetti non sopporta quella fiacca e una mattina annuncia: «Non ci sono più proiettili, non ci sono più camicie: io me ne vado». E torna in patria per scrivere La battaglia di Tripoli, il racconto sopra le righe dell'esperienza vissuta a Sidi Messri, Bu Meliana e Henni: ne stamperà 38.000 copie, e ne caverà decine e decine di declamazioni applaudite qui e là in Italia, dove già si comincia a cantare “Tripoli, bel suol d'amore”.
Nel frattempo lavora a un romanzo in versi violentemente anticattolico e antiaustriaco: Le monoplan du Pape (L'aeroplano del Papa, 1912) e cura un'antologia dei poeti futuristi. Ma in realtà i suoi sforzi di rinnovamento del linguaggio poetico lo lasciano ancora insoddisfatto, tanto che nella prefazione all'antologia e nel primo punto del Manifesto tecnico della letteratura futurista dell'11 maggio 1912 afferma la nuova rivoluzione: è tempo di farla finita con la sintassi tradizionale, per passare alle Parole in libertà.

## Parole in libertà e parole in guerra
Le parole in libertà sono una tecnica poetica espressiva del tutto nuova, in cui è distrutta la sintassi, abolita la punteggiatura e si ricorre anche ad artifici verbo-visivi. Diversi colleghi che avevano aderito al futurismo restano disorientati dalla nuova proposta di Marinetti: è il caso di Aldo Palazzeschi e di Corrado Govoni, che di lì a poco abbandoneranno il movimento. Questi grandi talenti vengono rimpiazzati da altri nomi, meno celebri: a partire dal 1912 il Futurismo conosce il momento di massimo proselitismo, anche grazie al sostegno (per la verità piuttosto effimero) della rivista fiorentina Lacerba diretta da Giovanni Papini e Ardengo Soffici. In questo periodo Marinetti compone Zang Tumb Tumb, reportage della guerra bulgaro-turca redatto in parole in libertà. Nel 1914 compie anche un importante viaggio a Mosca e a Pietroburgo, dove farà la conoscenza dei futuristi russi. Questi ultimi, pur accogliendo Marinetti tra loro, solleveranno critiche sulla pratica delle parole in libertà e manterranno una certa distanza nei confronti del movimento artistico italiano.
Dopo l'attentato di Sarajevo, Marinetti non esita a schierarsi a favore dell'intervento contro l'Austria e la Germania: verrà arrestato per avere bruciato bandiere austriache in piazza del Duomo a Milano.
Quando l'Italia entra in guerra Marinetti si arruola volontario (prima in un battaglione di ciclisti volontari, poi negli Alpini). Ferito all'inguine, detta in convalescenza un manualetto che otterrà un inatteso successo: Come si seducono le donne. Torna quindi sul fronte, e partecipa sia alla rotta di Caporetto che alla trionfale avanzata di Vittorio Veneto, al volante di un autoblindo Lancia 1Z (esperienza poi narrata nel romanzo L'alcova d'acciaio).

## Dal Futurismo al Fascismo
Terminata la guerra (con due medaglie al valore) Marinetti è convinto che sia giunto il momento di fare la rivoluzione. Deluso dalla "vittoria mutilata" partecipa per breve tempo all'impresa fiumana, ma è deluso da molti seguaci di D'Annunzio ed è invitato da quest'ultimo a lasciare la città.

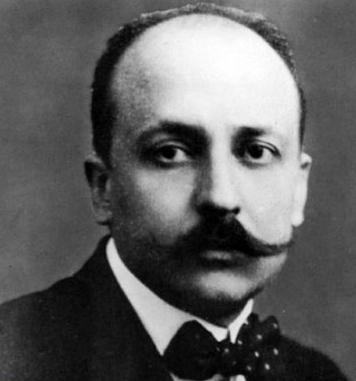
Primo piano di Marinetti

In questo stesso periodo fonda il Partito Politico Futurista, che nel proprio programma contempla lo "svaticanamento dell'Italia" e il passaggio dalla monarchia alla repubblica (oltre alla distribuzione di terre ai combattenti, la lotta all'analfabetismo e il suffragio universale). Il 23 marzo 1919 Marinetti partecipa con Mussolini alla fondazione dei Fasci italiani di combattimento: da quel momento il Partito Politico Futurista confluisce nei Fasci di combattimento. Il 15 aprile, alla guida di un eterogeneo gruppo costituito da arditi, futuristi e fascisti si scontrò armi in pugno con i militanti anarchici e socialisti che in corteo cercavano di raggiungere piazza Duomo. Nello scontro rimasero uccisi tre giovani operai. Subito dopo Marinetti partecipò attivamente all'assalto all'Avanti!, che culminò con la distruzione della sede del quotidiano socialista.
Marinetti tuttavia tiene a ribadire l'originalità del futurismo rispetto al fascismo, ed è scontento della svolta impressa da Mussolini dopo la sconfitta elettorale del novembre del 1919 (dopo la quale i due vengono arrestati con l'accusa di detenzione illegale di armi da fuoco: Mussolini esce subito, Marinetti dopo una ventina di giorni). In questo periodo redige diversi manifesti politici, tra cui il pamphlet Al di là del Comunismo; nel maggio del 1920 interviene al secondo congresso dei Fasci insistendo sulla necessità di "svaticanare l'Italia", abolire la monarchia e "appoggiare gli scioperi giusti": ma ormai i fascisti stanno andando nella direzione opposta, e Marinetti decide di dimettersi. Inizia quindi lentamente ma decisamente a divergere dal fascismo: il poeta se ne distaccherà prima della fine dell'anno per tornare sui suoi passi quasi un lustro più tardi.

## Ritorno alla poesia
Esaurita l'esperienza politica Marinetti ritorna alla letteratura con alcune opere (Gli indomabili, Il tamburo di fuoco) meno sperimentali delle precedenti, ma che ottengono un discreto successo. A sostenerlo c'è la sua nuova compagna di vita, Benedetta Cappa, scrittrice e pittrice lei stessa, che sposerà nel 1923 con la nascita delle figlie Vittoria, Ala e Luce. Durante una vacanza al mare i due inventano una nuova forma d'arte tattile: il Tattilismo, concepito come un'evoluzione multi-sensoriale del futurismo. Ma ancora una volta i colleghi futuristi restano interdetti. Anche a Parigi Marinetti non è più accolto come la "caffeina d'Europa", portatrice di eccitanti novità: l'avanguardia che va per la maggiore è Dada, che si fa beffe dei futuristi-tattilisti e della loro pretesa di "moltiplicare la sensibilità umana".

## Accademico d'Italia

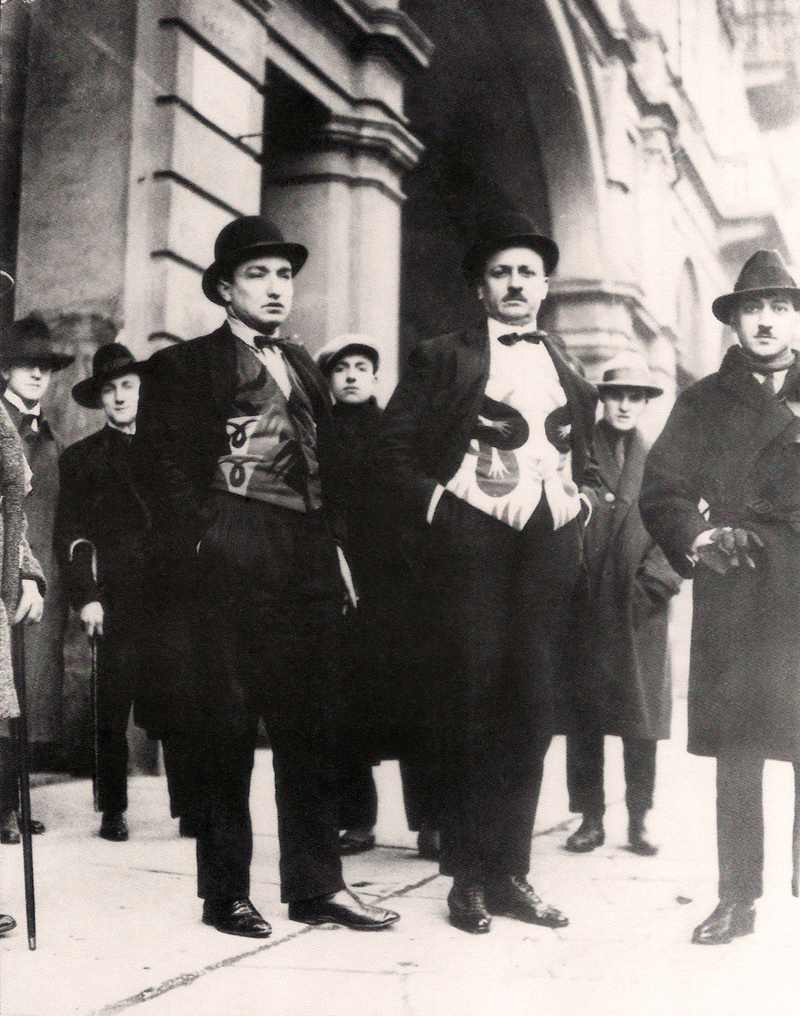
In prima fila: Depero, Marinetti e Cangiullo nei loro panciotti futuristi. Fotografia scattata il 14 gennaio 1924, in occasione della replica dello spettacolo della Compagnia del Nuovo Teatro Futurista a Torino.

Deluso dall'accoglienza parigina Marinetti si riaccosta al Fascismo e a Mussolini, che nel frattempo ha preso il potere. Il regime lo ripaga dedicandogli importanti onorificenze nazionali (1924) ed egli, a sua volta, firma il Manifesto degli intellettuali fascisti (1925). Come ambasciatore del regime, Marinetti viaggia in Sudamerica e in Spagna. Nel 1929 lo stesso Mussolini vorrà Marinetti nell'Accademia d'Italia appena fondata. Il fondatore del Futurismo è ormai diventato un difensore della letteratura e della lingua italiana contro l'"esterofilia" dilagante, con effetti surreali: come quando gli capita di pronunciare discorsi su Giacomo Leopardi "maestro d'ottimismo" o di decantare il Futurismo di Ludovico Ariosto.
Nel frattempo il futurismo si è trasformato da movimento di rottura in scuola poetica, con i suoi congressi, le sue dispute, i suoi generi codificati (le parole in libertà e l'aeropoesia), ecc. Ma le opere futuriste più interessanti del Ventennio restano quelle di Marinetti, che in lavori come Il fascino dell'Egitto o nel dramma Il suggeritore nudo, rivela la sua attenzione alle nuove poetiche italiane ed europee.
Del 1929 è la stesura del Manifesto dell'aeropittura futurista, ispiratogli dall'esperienza di un volo sul Golfo della Spezia e che sarà motivo ispiratore della nuova forma artistica.
Nel settembre del 1930 Marinetti e Tato organizzano il primo concorso fotografico nazionale e fra il 1930 e il 1931 propongono il Manifesto della fotografia futurista.
Attento anche alle arti visive, nell'autunno del 1932 Marinetti indice per l'anno successivo il Premio di pittura Golfo della Spezia ispirato alle bellezze naturali del Golfo della Spezia; sullo stesso tema, dalle pagine del giornale La Terra dei Vivi diretto da Fillia, lancia una sfida a tutti i poeti italiani invitandoli a gareggiare con lui e il suo Aeropoema.
Il 27 gennaio 1934 pubblica il Manifesto dell'Architettura Aerea, redatto con Angiolo Mazzoni e Mino Somenzi, e, alla fine di quello stesso anno, presiede la Prima Mostra nazionale di plastica murale per l'edilizia fascista, organizzata a Genova da Enrico Prampolini, Fillia e F. Defilippis.
La sua posizione di Accademico gli consente alcune prese di posizione critiche nei confronti del regime: neI 1938 escono, sulla rivista futurista Artecrazia, alcuni articoli (probabilmente dettati o ispirati da Marinetti) contro l'antisemitismo e le leggi razziali. Fu anche decisamente avverso all'alleanza dell'Italia con la Germania dominata dal regime nazionalsocialista di Hitler, che già aveva condannato come "arte degenerata" le opere dei futuristi.

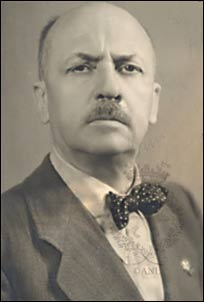
Marinetti negli anni '30

## Ancora in guerra
Malgrado la non più giovane età, Marinetti non rinuncia al fascino della guerra. Del resto, in un'intervista del 1926 a Vitaliano Brancati, aveva affermato che la guerra futura sarebbe stata combattuta dai vecchi, mentre i giovani sarebbero stati risparmiati per "la fecondazione della razza". Coerente con i suoi principi, Marinetti partecipa come volontario alla guerra di Etiopia (1936) con il grado di centurione e addirittura (a sessantasei anni) alla spedizione dell'ARMIR in Russia. Le esperienze su questi fronti sono raccontate ne Il poema africano della Divisione "28 ottobre" (1937) e nel romanzo postumo Originalità russa di masse distanze radiocuori.
L'esperienza russa si rivela però fatale. Tornato in Italia, stanco e malato, Marinetti detta ancora diverse opere a carattere memoriale, tra cui La grande Milano tradizionale e futurista, e aderisce alla Repubblica Sociale Italiana, che rappresenta un ritorno agli ideali fascisti repubblicani del 1919.

## Morte

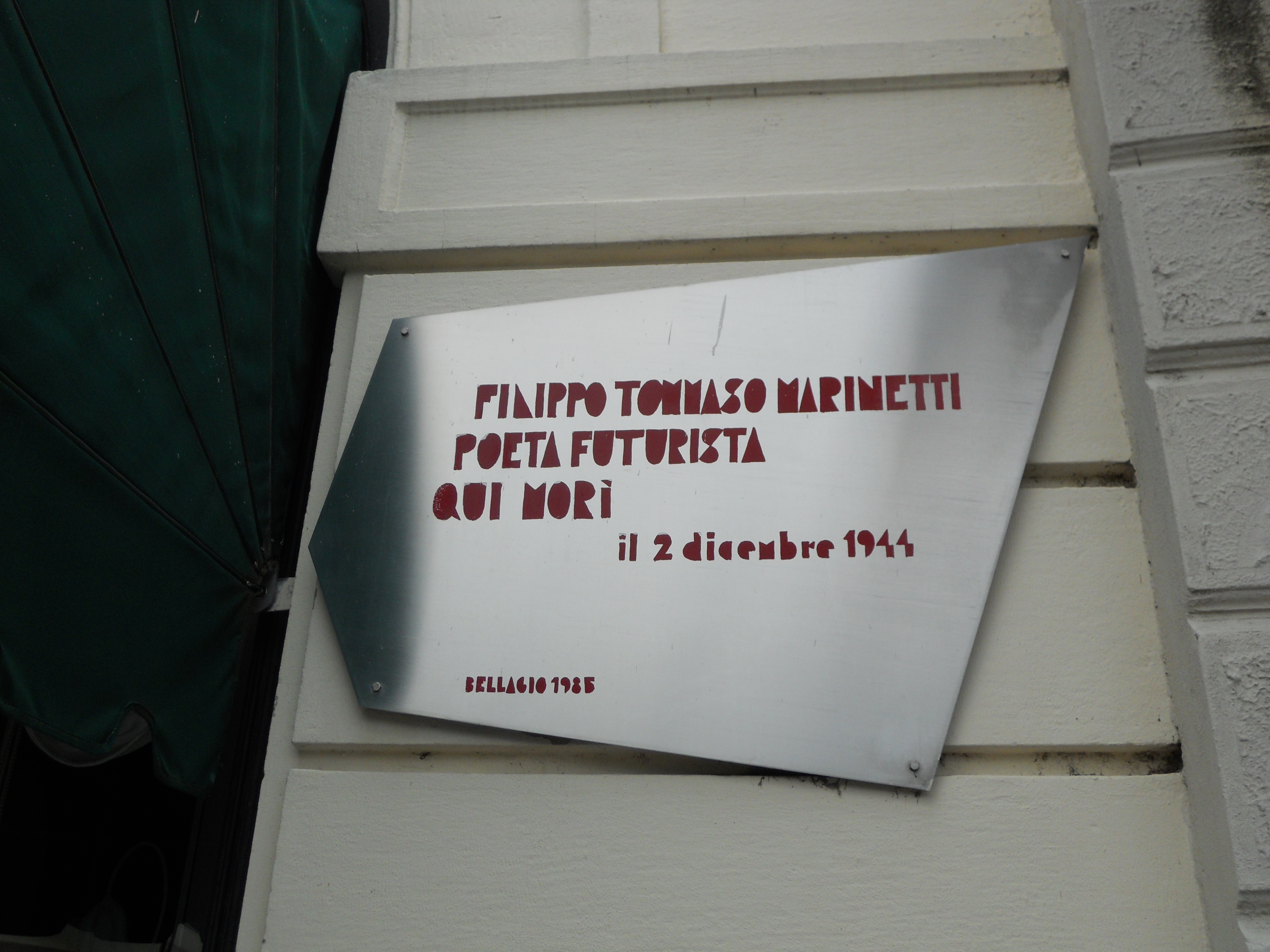
Targa sul palazzo in cui morì Marinetti a Bellagio (CO)

Marinetti morì a Bellagio (CO), nell'attuale Hotel Excelsior Splendide, sul lago di Como, il 2 dicembre 1944, in seguito a una crisi cardiaca: aveva appena scritto il suo ultimo testo, Quarto d'ora di poesia della X Mas.
La notizia fece velocemente il giro del mondo. Il 3 dicembre anche il New York Times dedicò alla morte del poeta un articolo ("Dr. F. T. Marinetti, Italian Author, 67; Early Associate of Mussolini, Also Known for Poems, Dies"). Giunsero a onorare le spoglie l'aeropoeta Paolo Buzzi e il compositore futurista Luigi Russolo. Lo scultore Spartaco Di Ciolo eseguì il calco funerario del volto del poeta.
Il giorno dopo fu celebrato il funerale nella basilica di San Giacomo di Bellagio.
Il solenne funerale di Stato, voluto da Mussolini, fu celebrato a Milano il 5 dicembre nella chiesa di San Sepolcro, con grande partecipazione della cittadinanza: il poeta subito dopo venne sepolto al cimitero monumentale.

## Testi originali
Marinetti lasciò un fondo contenente quarantadue manifesti futuristici, sue opere e di altri poeti aderenti al movimento (come Giovanni Papini e Aldo Palazzeschi) alla Biblioteca universitaria di Pavia.
Alcune prime edizioni dei testi futuristi di Marinetti si trovano alla Biblioteca dell'Università Cattolica di Milano.

## Opere

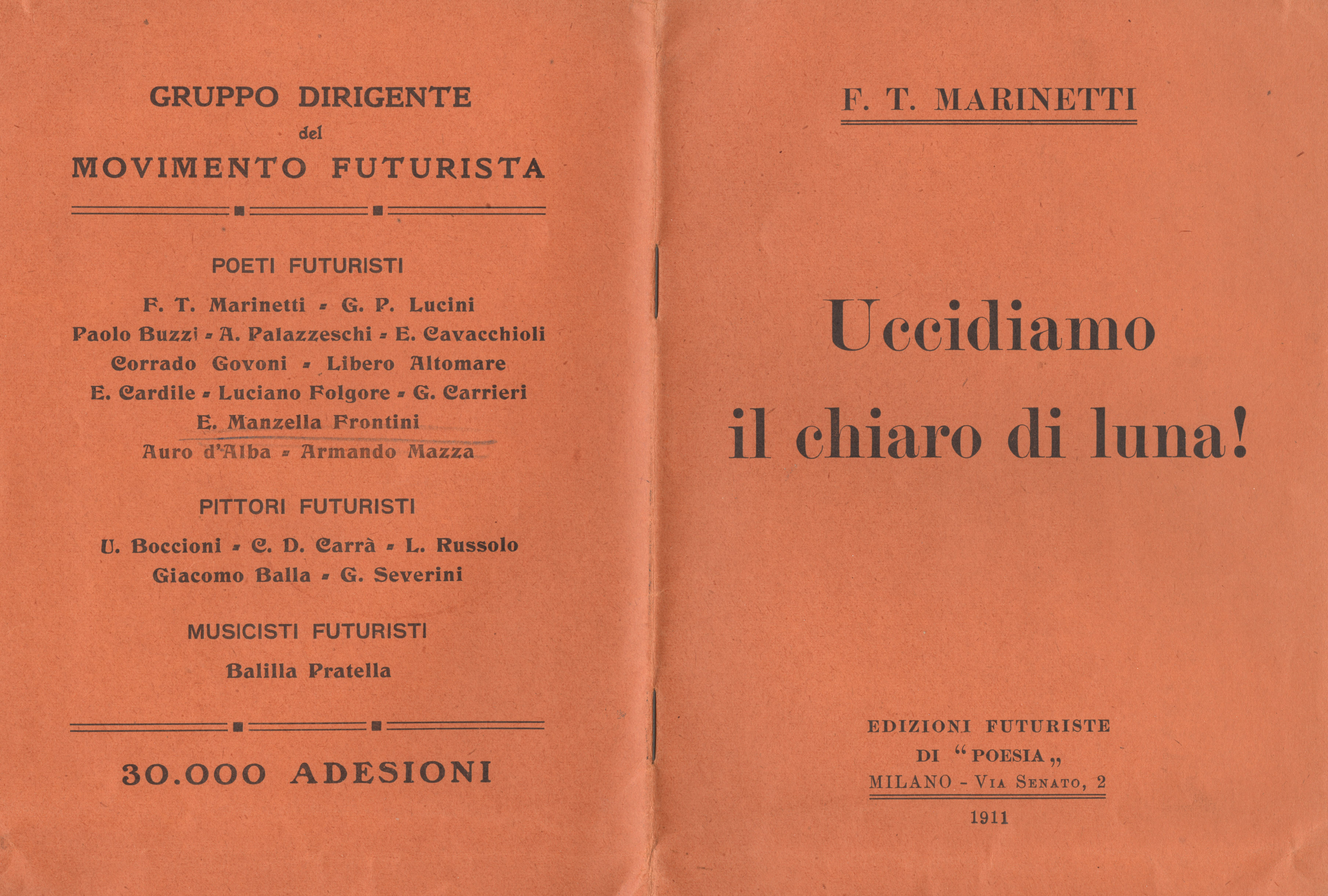
Uccidiamo il chiaro di luna, 1911, raccolta Gesualdo Manzella Frontini

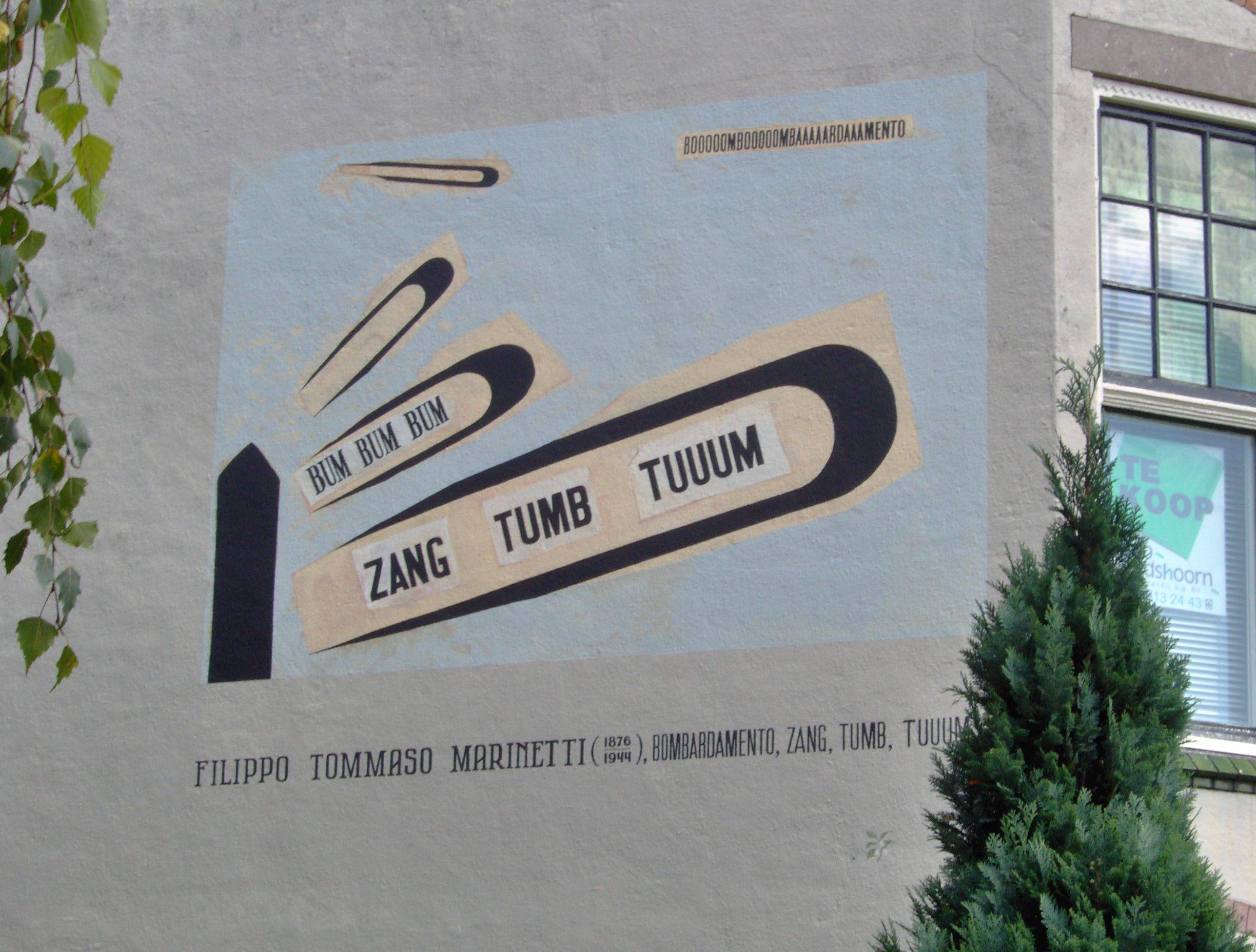
Zang tumb tumb a Leida, Paesi Bassi

### Poesia
- La Conquête des Étoiles. Poème épique (poema), Parigi, La Plume, 1902 (trad. it La conquista delle stelle. Poema epico, Milano, Sonzogno, 1920 Copia digitale)
- Destruction. Poèmes lyriques (poema), Parigi, Léon Vanier, 1904 (trad. it. Distruzione. Poema futurista,  Milano, Edizioni futuriste di "Poesia", 1911 Copia digitale)
- La Ville Charnelle (raccolta), Parigi, Sansot, 1908 Copia digitale (trad. it. Lussuria-Velocità, Milano, Modernissima, 1921)
- La battaglia di Tripoli (26 Ottobre 1911) vissuta e cantata da F.T. Marinetti (poema), Padova, Elzeviriana, 1912
- I poeti futuristi (raccolta), Milano, Edizioni futuriste di "Poesia", 1912
- Poema chimico della luce tessuta, 1935 (pubblicato in "Stile futurista", numero 10)
- L'aeropoema del Golfo della Spezia, 1935
- Il poema africano della Divisione "28 ottobre", 1937
- Il poema del vestito di latte, 1937
- Il poema di Torre Viscosa, 1938, Copia digitale
- Il poema dei sansepolcristi, 1939 (Raccolto in Aeropoemi fascisti, Libreria Europa Roma, 2019), Copia digitale
- Il poema non umano dei tecnicismi, 1940, Copia digitale
- Canto eroi e macchine della guerra mussoliniana, Mondadori, Milano, 1942 (Raccolto in Aeropoemi fascisti, Libreria Europa Roma, 2019)
- Canzoniere futurista amoroso guerriero (con autori vari), 1943
- L'aeropoema degli aviatori giapponesi, 1944 (pubblicato in forma di articolo nella Gazzetta del Popolo)
- L'aeropoema di Cozzarini, 1944 (Raccolto in Aeropoemi fascisti, Libreria Europa Roma, 2019), Copia digitale
- Quarto d'ora di poesia della X Mas, 1944 (postumo), Copia digitale
- Poesie a Beny (postume, Einaudi, Torino)
- L'aeropoema di Gesù (postumo)
- L'esercito italiano. Poesia armata, 1942, Roma
- All'automobile da corsa

### Parole in libertà
- Zang Tumb Tumb. Adrianopoli ottobre 1912. Parole in libertà, Milano, Edizioni futuriste di "Poesia", 1914 [Copia digitale]
- Spagna veloce e toro futurista. Poema parolibero, Milano, Morreale, 1931 Copia digitale
- Poemi simultanei futuristi, La Spezia, Casa d'Arte,1933 [Copia digitale]
- Dune, 1914
- Les mots en liberté futuristes, Edizioni Futuriste di poesia, Milano, 1919 Copia digitale. Versione digitale in lingua ceca Osvobozenà slova, 1922
- Sì, Sì, così l'aurora sul mare, 1925
- Parole in libertà futuriste olfattive tattili-termiche, Savona-Roma, coedizione Lito-Latta & Edizioni futuriste di "Poesia", 4 novembre 1932
- La tecnica della nuova poesia, 1937, copia digitale

### Manifesti e opuscoli
- Tuons le Clair de Lune!, 1909 (trad. it. Uccidiamo il chiaro di luna!, Milano, Edizioni futuriste di "Poesia", 1911 [copia digitale])
- Manifesto del Futurismo, 1909, Copia digitale
- Fondazione e Manifesto del Futurismo, 1909, Copia digitale
- Per la guerra, sola igiene del mondo, 1911, Copia digitale
- Manifesto dei Drammaturghi futuristi, 1911, Copia digitale
- Manifeste technique de la littérature futuriste, 1912 Copia digitale (trad.it.Manifesto tecnico della letteratura futurista, 1912), Copia digitale
- Supplemento al manifesto tecnico della letteratura futurista, 1912, Copia digitale
- Il teatro di varietà. Manifesto futurista., 1913, Copia digitale
- L'immagination sans fils et les mots en liberté, 1913, Copia digitale (trad. it. L'immaginazione senza fili e le parole in libertà,1913), copia digitale della versione in italiano
- In quest'anno futurista, 1914 Copia digitale
- La splendeur géométrique et mécanique et la sensibilité numérique. Manifeste futuriste., 1914, Copia digitale (trad. it. Lo splendore geometrico e meccanico e la sensibilità numerica. Manifesto futurista,1914), copia digitale della versione in italiano
- A Bas le Tango et Parsifal!, 1914 Copia digitale  (trad. it. Abbasso il tango e Parsifal!, 1914)Copia digitale
- Guerra sola igiene del mondo (raccolta), 1915, Copia digitale
- Teatro sintetico futurista (con Bruno Corra ed Emilio Settimelli), 1915
- La declamazione dinamica e sinottica. Manifesto futurista., 1916, Copia digitale
- La nuova religione-morale della velocità, 1916, Copia digitale
- La danse futuriste. Manifeste futuriste, 1917 Copia digitale
- Il Tattilismo. Manifesto futurista., 1921 Copia digitale
- Marinetti e il futurismo (raccolta) Copia digitale, 1929
- Manifesto futurista della Ceramica e Aereoceramica, 1938
- L'Africa generatrice e ispiratrice di poesia e arti, Roma, Reale Accademia d'Italia, 1940 [copia digitale]
- La poesia sublime dell'Esercito italiano, Roma, Reale Accademia d'Italia, 1942 [copia digitale]
- Camicie nere e poeti futuristi combattenti a Sviniuca sul Don 12 settembre 1942, Roma, Reale Accademia d'Italia, 1943 [copia digitale]

### Romanzi
- Mafarka le futuriste. Roman africain, Parigi, Sansot, 1910 Copia digitale (trad. it. Mafarka il futurista, Milano, Edizioni Futuriste di 'Poesia', 1910, ripubblicato in versione censurata come Mafarka il futurista. Romanzo processato, Milano, Sonzogno, 1920)
- Le Monoplan du Pape. Roman politique en vers libres, Parigi, Sansot 1912 [Copia digitale] (trad. it. L'aeroplano del Papa. Romanzo profetico in versi liberi, Edizioni Futuriste di "Poesia", Milano, 1914 [copia digitale])
- Come si seducono le donne, Firenze, Edizioni da Centomila Copie, 1917 [Copia digitale, seconda edizione del 1918, con in appendice Polemiche sul presente libro, Copia digitale] (poi, con cinque capitoli aggiuntivi, Come si seducono le donne e si tradiscono gli uomini, Milano, Sonzogno, 1920)
- L'isola dei baci. Romanzo erotico-sociale (con Bruno Corra), Milano, Studio Editoriale Lombardo, 1918
- Un ventre di donna. Romanzo chirurgico (con Enif Robert), Milano, Facchi, 1919
- 8 anime in una bomba. Romanzo esplosivo, Milano, Edizioni Futuriste di "Poesia", 1919 [Copia digitale]
- L'alcova d'acciaio. Romanzo vissuto, Milano, Vitagliano, 1921 Copia digitale
- Gli indomabili, Milano, Edizioni Futuriste di "Poesia", 1922 [Copia digitale]
- Lo zar non è morto. Grande romanzo d'avventure, (con i Dieci), Roma, Edizioni dei Dieci - Sapientia 1929
- Il club dei simpatici, Palermo, Hodierna, 1931 (poi come Patriotismo insetticida. Romanzo di avventure legislative, Milano, Mondadori, 1939 [Copia digitale])
- Venezianella e studentaccio (postumo)

### Racconti
- La momie sanglante, Milano, Verde e Azzurro, 1904 [Copia digitale]
- Gli amori futuristi - programmi di vita con varianti a scelta (raccolta), Cremona, Ghelfi, 1922 [Copia digitale]
- Scatole d'amore in conserva (raccolta), Roma, Fauno, 1927
- Novelle colle labbra tinte (raccolta), Milano, Mondadori, 1930 [Copia digitale]

### Memorialistica
- Il fascino dell'Egitto, Milano, Mondadori, 1933 [Copia digitale]
- La grande Milano tradizionale e futurista (memoriale), Mondadori, Milano (postumo)
- Una sensibilità italiana nata in Egitto (memoriale), Mondadori, Milano (postumo)
- Firenze biondoazzurra sposerebbe futurista morigerato (con Alberto Viviani, postumo)
- Originalità russa di masse distanze radiocuori (postumo)
- Taccuini. 1915-1921, a cura di Alberto Bertoni, Bologna, Il Mulino, 1987

### Teatro
- Le Roi Bombance. Tragédie satirique, Parigi, Mercure de France, 1905 Copia digitale (trad. it. Re Baldoria. Tragedia satirica, Treves, Milano, 1910 [Copia digitale])
- Poupées Électriques, Sansot, Paris, 1909 Copia digitale (rielaborato in italiano come Elettricità sessuale. Sintesi futurista, Milano, Facchi, 1920 [Copia digitale])
- Teatro Futurista Sintetico (raccolta), Milano, Istituto Editoriale Italiano, 1915
- Il tamburo di fuoco. Dramma africano di calore, colore, rumore, odori, Sonzogno, Milano, 1922 Copia digitale
- Prigionieri, 1927
- Vulcano,1927
- Simultanina (divertimento futurista in 16 sintesi), 1931
- Il teatro futurista Sintetico (dinamico - alogico - autonomo - simultaneo - visionico), Napoli, 1941
- Lo spettacolo nella vita morale dei popoli, 1935, copia digitale

### Saggi, scritti politici e raccolte
- Gabriele D'Annunzio intime, Milano, Verde e Azzurro, 1903 Copia digitale (trad. it. D'Annunzio intimo, Milano, Edizioni di "Poesia", 1906; edizione rivista e aumentata in Les Dieux s'en vont, D'Annunzio reste, Parigi, Sansot, 1908 [Copia digitale])
- Le Futurisme , Parigi, Sansot, 1911
- I Manifesti del Futurismo. Prima serie, Firenze, Edizioni di "Lacerba", 1914
- Guerra sola igiene del mondo, Milano, Edizioni futuriste di "Poesia", 1915
- Democrazia futurista (Dinamismo politico), Milano, Facchi, 1919 [copia digitale]
- Al di là del comunismo, Milano, La Testa di Ferro, 1920
- I Condottieri. Enrico Caviglia, Piacenza, Porta, 1922 [Copia digitale]
- Futurismo e Fascismo, Foligno, Campitelli, 1924 [copia digitale]
- Futurismo e Fascismo, Achenmuehle, Brienna Verlag, 2024, ISBN 9783942318242
- Marinetti e il Futurismo, Roma-Milano, Augustea, 1929
- Primo dizionario aereo (con Felice Azari), Milano, Morreale, 1929 [Copia digitale]
- Il paesaggio e l'estetica futurista della macchina, Firenze, NEMI, 1931
- La cucina futurista (con Fillia), Milano, Sonzogno, 1932 [Copia digitale]
- Enquête internationale sur le Vers libre, 1909, Copia digitale
- La Bataille de Tripoli, 1912 Copia digitale (trad. it. La battaglia di Tripoli, Edizioni Futuriste di Poesia, Milano, 1912, Copia digitale)
- Il paesaggio e l'estetica futurista della macchina, Nemi, Firenze, 1931 Copia digitale
- Umberto Notari scrittore nuovo (profilo critico-biografico), copia digitale
- L'originalità napoletana del poeta Di Giacomo (profilo critico-biografico), 1936, Copia digitale
- L'architettura e le arti decorative negli stili dei vari tempi, 1937 Copia digitale
- Tato raccontato da Tato, 1941 (con Nello Quilici e Paolo Orano)

### Traduzioni
- Mallarmé. Versi e prose, Milano, Istituto Editoriale Italiano, 1916
- Tacito. La Germania, Milano, Istituto Editoriale Italiano, 1928

### Raccolte
- Teoria e invenzione futurista, a cura di Luciano De Maria, Mondadori, Milano, 1968

### Opere digitalizzate di F.T. Marinetti
- Opere di F.T. Marinetti digitalizzate su Internet Archive dall'Archivio del '900 del Mart di Rovereto

## Filmografia
- Vita futurista (1916, con Arnaldo Ginna, Bruno Corra e altri)
- Montparnasse (1929 nella parte di sé stesso)

## Programmi radiofonici Eiar
- Conversazione di F.T. Marinetti. Accademico d'Italia : Futurismo mondiale e l'avvenire del romanzo italiano, trasmessa il 24 gennaio 1940
- Futurismo mondiale: Aeropittura di guerra, conversazione di F.T.Marinetti, trasmesso il 9 gennaio 1942

## Nella cultura di massa
- Nella miniserie televisiva Il giovane Mussolini di Gianluigi Calderone del 1993 Marinetti è interpretato da Jirí Schmiedt.
- Nel film per la televisione I colori della gioventù di Gianluigi Calderone del 2006 Marinetti è interpretato da Emilio Bonucci.
- Nella serie televisiva M - Il figlio del secolo di Joe Wright del 2025 Marinetti è interpretato da Stefano Cenci.